# Bryconaethiops macrops
Bryconaethiops macrops är en fiskart som beskrevs av George Albert Boulenger 1920. Bryconaethiops macrops ingår i släktet Bryconaethiops och familjen Alestidae. IUCN kategoriserar arten globalt som livskraftig. Inga underarter finns listade.